# Wesmaelius quettanus
Wesmaelius quettanus is een insect uit de familie van de bruine gaasvliegen (Hemerobiidae), die tot de orde netvleugeligen (Neuroptera) behoort. 
Wesmaelius quettanus is voor het eerst wetenschappelijk beschreven door Navás in 1931.